# Radiodiffusion-télévision belge
 (août 2015).
Si vous disposez d'ouvrages ou d'articles de référence ou si vous connaissez des sites web de qualité traitant du thème abordé ici, merci de compléter l'article en donnant les références utiles à sa vérifiabilité et en les liant à la section « Notes et références ».
La Radiodiffusion-télévision belge (RTB), du nom entier Radiodiffusion-télévision belge, émissions françaises, est un institut chargé du service public de la radiodiffusion et de la télévision belge de langue française, fondé le 18 mai 1960. Il est remplacé le 12 décembre 1977 par la Radio-télévision belge de la Communauté française.

## Histoire
La loi organique des Instituts de la radiodiffusion-télévision belge du 18 mai 1960 met fin à l’existence de l’Institut national de radiodiffusion (INR/NIR) et crée trois instituts distincts indépendants dotés chacun de la personnalité juridique : la Radiodiffusion-télévision belge, émissions françaises (RTB) chargée du service public de la radiodiffusion de langue française, la Belgische Radio en Televisie, Nederlandstalige uitzendingen (BRT) chargée du service public de la radiodiffusion de langue néerlandaise et l’Institut des services communs (RTB ISC/BRT IGD) chargé des fonctions administratives et techniques communes aux deux autres instituts. Par de telles dispositions, le législateur souhaite garantir l’autonomie culturelle de la RTB et de la BRT, l’indépendance des instituts vis-à-vis du Gouvernement et la liberté d’information.
La fédéralisation progressive du pays marque de son empreinte l’organisation de la RTB puisqu’en avril 1966, elle est placée sous l’autorité du ministre de la Culture française. En 1970, l’audiovisuel est considéré comme une matière relevant de la compétence des Communautés et la RTB se décentralise avec la création de cinq centres régionaux autonomes de production radiophonique et télévisuelle. Cette transformation correspond à l’évolution politique et culturelle que connaît le pays et qui accorde une importance croissante à la vie des régions et à la tendance des moyens de communication sociale de s’adresser à des publics de plus en plus restreints.
En 1970, à la suite d'une révision constitutionnelle, la compétence des matières culturelles est attribuée aux communautés culturelles nouvellement créées. La recherche d’un nouveau statut pour la RTB, mieux adapté à l’évolution institutionnelle du pays en matière de régionalisation et d’autonomie culturelle, est la préoccupation des divers gouvernements qui se succèdent depuis 1970. La loi du 21 juillet 1971 accorde aux Conseils culturels le pouvoir de régler les matières relatives à la radiodiffusion et à la télévision à l’exception de l’émission des communications du gouvernement et de la publicité commerciale qui demeurent du ressort du pouvoir fédéral. La RTB relève alors des compétences de la Communauté culturelle française qui fixe sa dotation et peut envisager de modifier ses règles d’organisation et de fonctionnement. La communautarisation des matières culturelles accentuent encore l’autonomie des Instituts d’émissions françaises et néerlandaises. De 1971 à 1976 est entreprise une séparation du personnel et des services communs de la RTB et de la BRT qui se scindent en deux ailes linguistiques, aboutissant à la dissolution de l’Institut des services communs par la loi du 18 février 1977 qui prévoit le transfert de ses activités aux deux instituts restants. Cette même loi marque la création d’un établissement de radiotélévision de langue allemande : la BRF (Belgisches Rundfunk –und Fernsehzentrum für deutschsprachige Sendungen). La RTB et la BRT deviennent alors deux instituts totalement séparés relevant chacun de leur Conseil culturel respectif. Par ailleurs la RTB et la BRT sont conviées à réformer leurs statuts respectifs. C'est pourquoi le Conseil culturel de la Communauté française crée la Radio-télévision belge de la Communauté culturelle française (RTBF) par un décret en date du 12 décembre 1977.

## Identité visuelle
Le logo de la RTB, qu’on appelle parfois « oreille », « œil », « l’œil qui entend », « l’oreille qui voit », ou « corne d’abondance », est créé en 1967 par le graphiste Michel Olyff qui tente « d'exprimer l'idée de la diffusion », comme il l'explique en 1989 « Tout le matériel de l'époque impliquait des mouvements de rotation. D'où ce cercle tournant sur lui-même et s'élargissant, telles des ondes ».

## Organisation
La loi organique des Instituts de la radiodiffusion-télévision belge de 1960 range les trois instituts créés dans la catégorie B des organismes d’intérêt public régis par la loi du 16 mars 1954. Elle leur impose l’objectivité, interdit la censure préalable du gouvernement ainsi que l’émission de publicité commerciale (art. 28 § 1er et § 3).
La télévision dispose d'une autonomie par rapport à la radio avec du personnel distinct, des infrastructures particulières et des locaux appropriés. Elle est dirigée par un directeur des programmes nommé par le Roi.

### Conseil d'administration
Comme chacun des instituts créés par la loi de 1960, la RTB dispose de son propre conseil d'administration qui compte huit membres nommés alternativement par la Chambre et par le Sénat sur une liste de candidats désignés par diverses institutions scientifiques et culturelles et par les conseils provinciaux, ainsi que deux membres cooptés au sein de ce conseil. Trois membres forment le comité permanent chargé de l’instruction préalable des affaires.
Le conseil d'administration n'est plus présidé par un membre du gouvernement mais par un administrateur choisi au sein du conseil. Le pouvoir y est représenté par un délégué du ministre de tutelle, dont la tâche principale est de veiller au respect de la loi. Un décret d'avril 1973 prévoit que la désignation de l'administrateur de la RTB soit dorénavant effectuée par le conseil culturel de la Communauté française, étant entendu que cette désignation se fait selon le système de la représentation proportionnelle des groupes politiques au sein de ce conseil.

### Dirigeants
Administrateurs Directeurs-généraux:
- Roger Clausse : 18 mai 1960 - août 1960
- Robert Wangermée : Août 1960 - 12 décembre 1977

Directeur de la radio :
Directeurs de chaîne :
- Robert Georgin : Troisième Programme

Chefs de centres régionaux :
- Robert Stéphane (Liège)

Directeur radio-TV de l’information :
Directeur des émissions dramatiques :
- Étienne Samson

### Budget et ressources
Pour assurer son fonctionnement, la RTB dispose de son propre budget alloué par l’État qui est constituée pour 90 % du produit des redevances annuelles. La publicité commerciale est interdite.

### Missions
La Radiodiffusion-Télévision belge, émissions françaises détermine de manière autonome le programme de ses émissions, leurs modalités d'exécution, dispose de son propre budget, et gère elle-même ses différents services en fonction des objectifs qui lui sont explicitement assignés, c'est-à-dire l'information, le divertissement, l'éducation et la culture. La loi organique des Instituts de la radiodiffusion-télévision belge de 1960 précise, en outre, que les émissions d'information sont réalisées "sans aucune censure préalable du gouvernement".
La RTB est membre de l'Union européenne de radio-télévision.

### Sièges
Les locaux de la RTB sont originellement situés place Flagey à Ixelles. Jugés exigus à la suite du développement de la radio-télévision de service public, le besoin de construire un outil plus adapté à la télévision se fait sentir. Le 14 octobre 1964 est posée la première pierre de la Cité de la Radio-Télévision au boulevard Reyers 52 à Schaerbeek, vaste ensemble d’immeubles construits spécialement à cet effet pour accueillir les services de radio et de télévision francophones et néerlandophones. Les services de la télévision y déménagent en 1967, alors que ceux de la radiodiffusion restent à la Maison de la Radio, place Flagey.

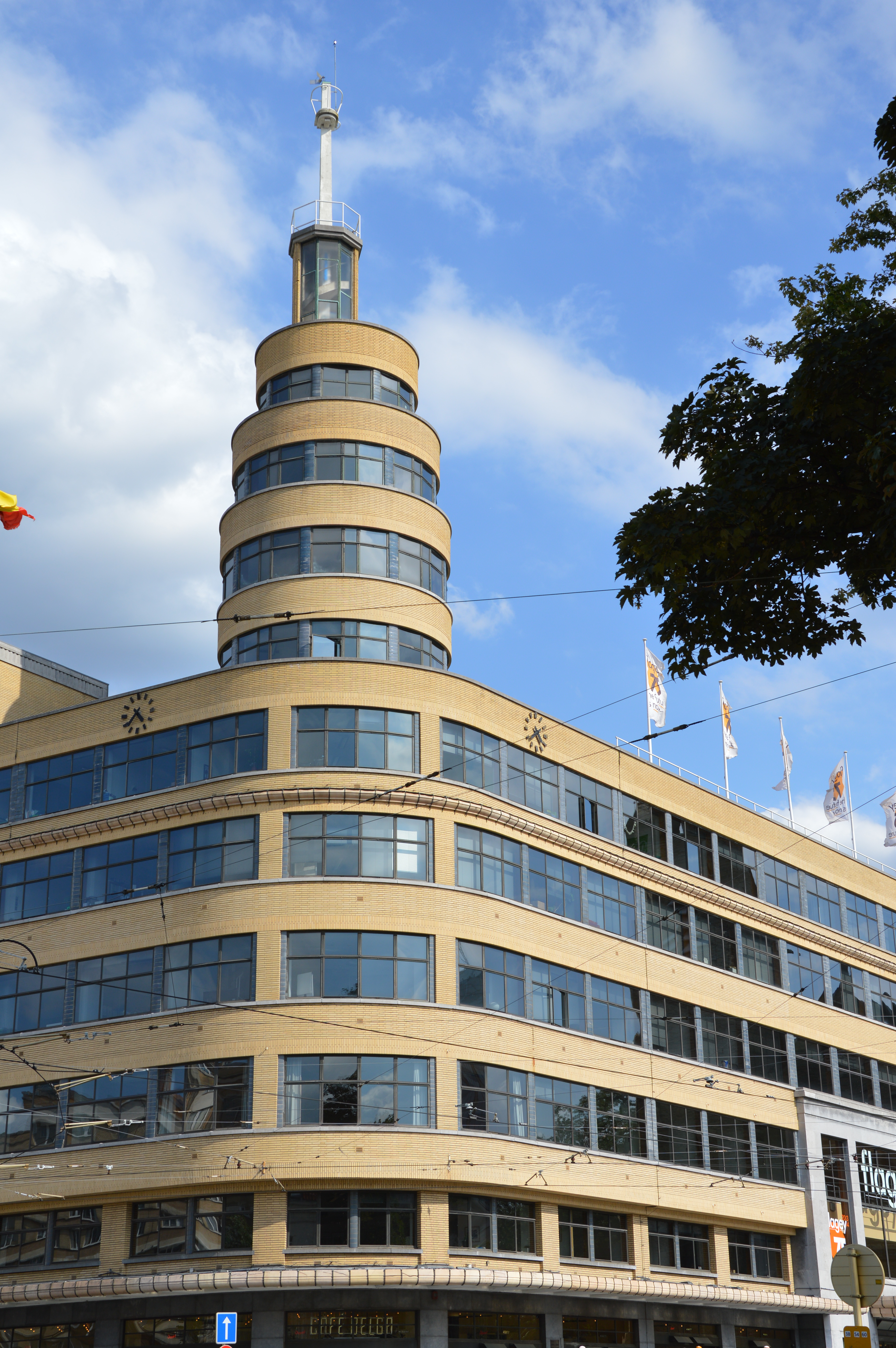
Premier siège de la RTB, place Flagey.
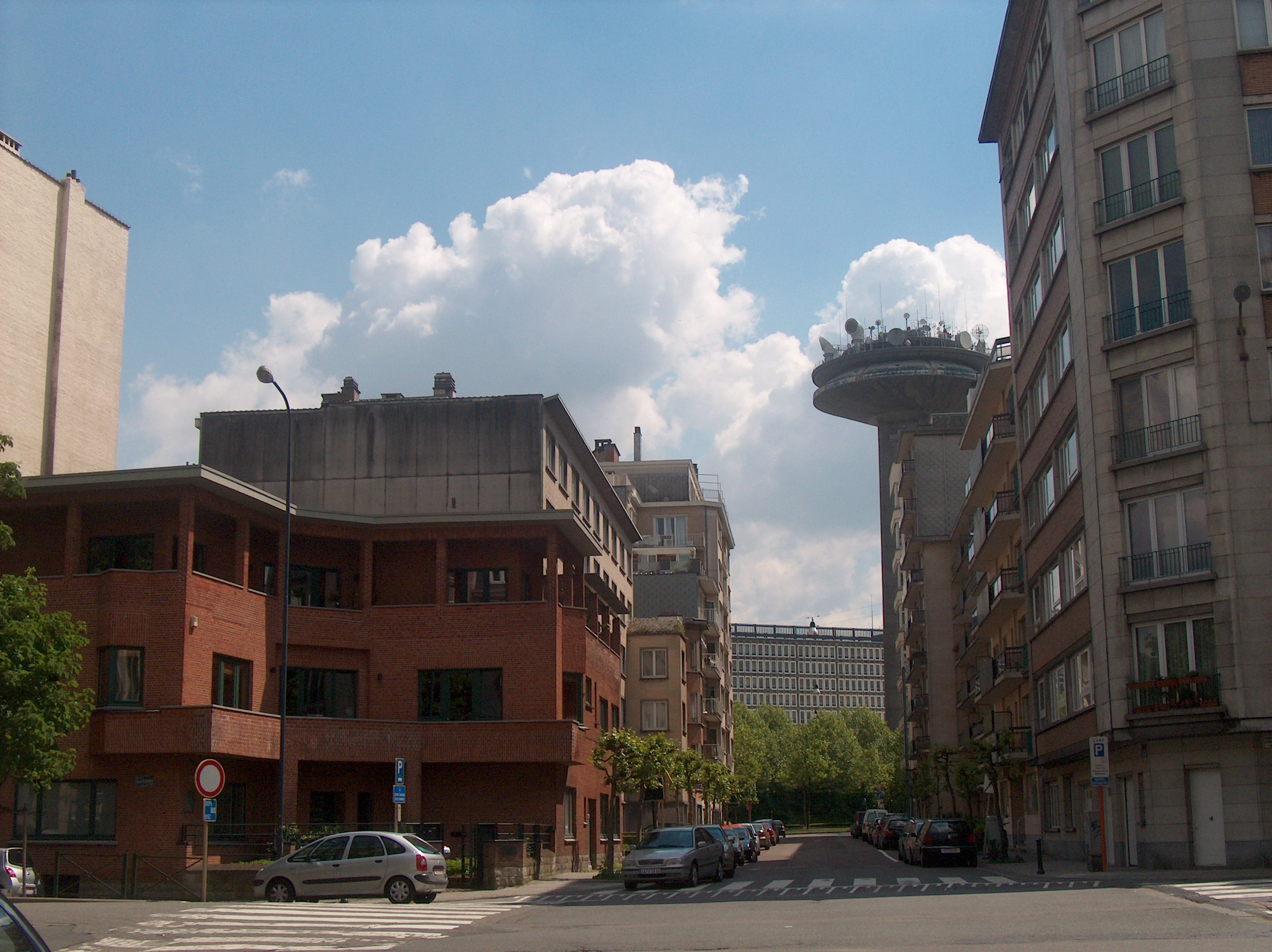
Cité de la Radio-Télévision avec la tour Reyers

### Centres régionaux
En 1961, la RTB décide de renforcer l’action des stations régionales radiophoniques de Liège, Mons et Namur qui se transforment progressivement en centres de production. De 1960 à 1970, la RTB met à disposition de ses centres de production wallons  de nouveaux moyens techniques, humains et financiers permettant la mise en place d'une véritable politique de décentralisation des bulletins d’information à partir de 1965, avec la création en avant-soirée du magazine interrégional Antenne-Soir et surtout en 1968, la diffusion, le matin, d’informations régionales propres à chaque centre (Liège, Mons, Namur). Ce processus aboutit en 1970 à la prise en charge par les centres wallons de la production de la moitié des programmes du Premier Programme et du tiers de ceux du Troisième Programme, jusque-là exclusivement réalisés dans les studios de la place Flagey. Confinés jusque-là, sauf exception, au Deuxième Programme, les centres wallons ont désormais accès aux trois chaînes radiophoniques et augmentent de manière importante le volume de leurs productions tout en diversifiant très largement la nature des programmes qu’ils produisent. A titre d'exemple, le Centre du Hainaut qui produisait 22 heures de programmes par semaine en 1960, en produit 62 heures en 1968 et 97 heures en 1976, ce qui représente en quinze ans une multiplication par quatre de sa production. Le mouvement de régionalisation se poursuit par la création en 1971 du Centre de Bruxelles. Sur le plan des programmes, les centres de production constitués développent, à partir de 1972, à côté de leur participation aux trois chaînes radiophoniques, des émissions matinales d’animation et d’information régionale qui vont rapidement connaître le succès comme Liège matin, Nationale 4 matin, Hainaut-matin et Bruxelles 21. En télévision, de nombreuses expériences de programmes débouchent sur la mise en place officielle en 1976, de centres TV à Liège et Charleroi.

## Antennes de diffusion
La RTB comprenait quatre chaînes de radio et deux chaînes de télévision.

### Radiodiffusion
- Premier Programme ou RTB 1 : programme généraliste composé d’information, de divertissement musical et d’émissions de service
- Deuxième Programme ou RTB 2 : programme régional créé le 1er octobre 1945 s'adressant aux collectivités régionales et à des publics particuliers de Wallonie (décrochoges pour le Hainaut, Liège, Namur et le Luxembourg), et émissions en langue allemande (à Eupen).
- Troisième Programme ou RTB 3 : programme créé le 1er octobre 1961 voué à la culture et à la musique classique
- Bruxelles Canal 21 : programme musical et régional bruxellois diffusé à Bruxelles sur la fréquenece en FM de RTB 1.
- La Voix de l'Amitié : programme international destiné à la République démocratique du Congo. Anciennement diffusé avec De Vriendschapsbode.

### Télévision
- RTB1 : chaîne de télévision généraliste
- RTBis : chaîne de télévision créé le 26 mars 1977 et proposant des rediffusions de RTB1